# Stenopsyche siamensis
Stenopsyche siamensis är en nattsländeart som beskrevs av Martynov 1931. Stenopsyche siamensis ingår i släktet Stenopsyche och familjen Stenopsychidae. Inga underarter finns listade i Catalogue of Life.